# Heinrich Samter
Heinrich Erich Marthens Samter (* 7. September 1862 in Grünberg, Schlesien; † 1939) war ein deutscher Astronom und Lehrer.
Samter studierte ab 1879 Mathematik, Physik und Astronomie an der Universität Berlin. 1886 wurde er in Leipzig promoviert ("Theorie des Gausschen Pendels mit Rücksicht auf die Rotation der Erde") und war 1886 Rechner an der Leipziger Sternwarte. Danach war er Lehrer in Wolfenbüttel und in Berlin am Friedrich-Werderschen Gymnasium (Oberrealschule). Er hatte den Professorentitel und wurde 1927 pensioniert. 1888 bis 1918 war er außerdem Rechner für das Berliner Astronomische Jahrbuch.

## Schriften
- Artikel in Enzyklopädie der mathematischen Wissenschaften 1922: Spezielle Störung der Planeten und Kometen/Numerische Behandlung spezieller Fälle des Dreikörperproblems/Mehrfache Fixsternsysteme
- Herausgeber: Reich der Erfindungen, Urania 1896
- Veröffentlichungen von H. Samter im Astrophysics Data System